# Episodi di The Arrangement (seconda stagione)
La seconda ed ultima stagione della serie televisiva The Arrangement, composta da 10 episodi, è stata trasmessa in prima visione sul canale E! dall'11 marzo al 13 maggio 2018.
In Italia è inedita.
| n° | Titolo originale  | Titolo italiano | Prima TV USA   | Prima TV Italia |
| -- | ----------------- | --------------- | -------------- | --------------- |
| 1  | The Long Game     |                 | 11 marzo 2018  |                 |
| 2  | Surface Tension   |                 | 18 marzo 2018  |                 |
| 3  | The Sessions      |                 | 25 marzo 2018  |                 |
| 4  | Scene 23          |                 | 1º aprile 2018 |                 |
| 5  | You Are Not Alone |                 | 8 aprile 2018  |                 |
| 6  | The Break Up      |                 | 15 aprile 2018 |                 |
| 7  | On Location       |                 | 22 aprile 2018 |                 |
| 8  | Paso Robles       |                 | 29 aprile 2018 |                 |
| 9  | Truth             |                 | 6 maggio 2018  |                 |
| 10 | Suite Revenge     |                 | 13 maggio 2018 |                 |